# Federico Fellini
Federico Fellini (snh ngày 20 tháng 1 năm 1920 - mất ngày 31 tháng 10 năm 1993) là một đạo diễn và biên kịch nổi tiếng người Ý. Ông được coi là một trong những đạo diễn có ảnh hưởng nhất của điện ảnh thế giới thế kỷ 20. Bốn trong số các bộ phim của ông đã được trao Giải Oscar cho phim nói tiếng nước ngoài hay nhất. Năm 1993 đạo diễn cũng được trao Giải Oscar danh dự cho những đóng góp của ông cho nghệ thuật điện ảnh.

## Tiểu sử
Federico Fellini sinh tại thành phố Rimini miền Bắc nước Ý. Cha của ông, Urbano Fellini (1894-1956) là một thương gia còn mẹ của Federico là bà Ida Barbiani (1896-1984). Federico Fellini có hai người em là Riccardo (1921-1991) và Maria Maddalena (1929-2002).
Sinh ra và lớn lên ở thành phố Rimini, những kỷ niệm tuổi thơ có vai trò quan trọng trong nhiều bộ phim của ông, trong đó phải kể tới I Vitelloni (1953), 8½ (1963) và Amarcord (1973).
Trong thời kì Phát xít Ý cầm quyền, Federico và em trai Riccardo bị bắt buộc tham gia tổ chức Avanguardista, một tổ chức phát xít dành cho thanh niên, tuy vậy sau này người ta làm sáng tỏ được rằng gia đình Fellini không hề ủng hộ hoặc có cảm tình với chủ nghĩa phát xít. Sau khi chuyển tới Roma mùa xuân năm 1939, Fellini có được một công việc khá hậu hĩnh, đó là viết báo cho tờ tuần san trào phúng Marc'Aurelio. Năm 1942 Fellini làm quen với Giulietta Masina, và một năm sau đó hai người lập gia đình vào ngày 30 tháng 10 năm 1943. Chỉ vài tháng sau ngày cưới, Masina ngã cầu thang và bị sẩy thai. Ngày 22 tháng 3 năm 1945 Masina sinh đứa con đầu lòng Pierfederico của hai người, nhưng đứa bé cũng qua đời chỉ vài tháng sau đó. Những bi kịch gia đình này đã ảnh hưởng sâu sắc tới Fellini, có thể thấy điều đó qua bộ phim nổi tiếng của đạo diễn, La strada (1954).
Năm 1993, Fellini được trao tặng Giải Oscar Danh dự cho những đóng góp to lớn của ông đối với nghệ thuật điện ảnh. Ngày 31 tháng 10 cùng năm, ông qua đời sau một cơn đau tim ở Roma, hưởng thọ 73 tuổi, Fellini qua đời chỉ một ngày sau lễ kỉ niệm 50 năm ngày cưới của ông và bà Masina. Giulietta Masina cũng qua đời 6 tháng sau đó vào ngày 23 tháng 3 năm 1994. Hai người và con trai Pierfederico được an táng chung trong một ngôi mộ thiết kế bởi Arnaldo Pomodoro. Ngôi mộ hình mũi tàu trong nước này nằm ở ngay cổng chính của Nghĩa trang thành phố Rimini.
Sân bay của thành phố quê hương đạo diễn, Sân bay quốc tế Federico Fellini, được đặt theo tên Federico để vinh danh nhà điện ảnh bậc thầy của nước Ý này.

## Sự nghiệp
Khi đã 30 tuổi, Fellini mới bắt đầu đạo diễn bộ phim đầu tiên, Luci del varietà (1950), một sản phẩm hợp tác giữa ông và đạo diễn nhiều kinh nghiệm Alberto Lattuada. Tác phẩm đầu tiên là một thất bại, nó không nhận được sự hưởng ứng từ phía công chúng và cả giới phê bình. Kết quả là công ty sản xuất phá sản đẩy hai đạo diễn tới chỗ nợ nần trong hơn một thập kỷ.
Bộ phim đầu tiên do Fellini một mình thực hiện là Lo Sceicco Bianco (1952). Có sự tham gia của ngôi sao Alberto Sordi, bộ phim là sự phát triển ý tưởng của đạo diễn Michelangelo Antonioni từ năm 1949 dựa trên bộ truyện tranh rất nổi tiếng thời đó ở Ý. Nhà sản xuất Carlo Ponti đã đề nghị Fellini và Tullio Pinelli phát triển ý tưởng này.
Sau giai đoạn thành công với những tác phẩm theo chủ nghĩa hiện thực mới (neorealism) từ năm 1950 đến năm 1959, Federico Fellini bắt đầu sáng tác dựa trên những lý thuyết phân tích tâm lý của Carl Jung, với chủ đề này ông đã cho ra đời một loạt tác phẩm nổi tiếng như 8½ (1963), Giulietta degli Spiriti (1965), Satyricon (1969), Il Casanova di Federico Fellini (1976) và La città delle donne (1980).
Các bộ phim của Federico Fellini được đánh giá rất cao, bốn trong số này đã được trao Giải Oscar cho phim ngoại ngữ hay nhất, đó là La strada (1954), Le Notti di Cabiria (1957), 8½ (1963) và Amarcord (1973). Một tác phẩm lớn khác, bộ phim La dolce vita (1960) được coi là bộ phim có ảnh hưởng nhất của thập niên 1960 và được tạp chí Entertainment Weekly xếp thứ 6 trong danh sách các bộ phim vĩ đại nhất của mọi thời.
Ngoài nghiệp đạo diễn, năm 1948 Fellini còn tham gia diễn xuất trong bộ phim Il miracolo của đạo diễn Roberto Rossellini cùng nữ diễn viên Anna Magnani. Ông cũng tham gia viết kịch bản cho các chương trình phát thanh và kịch bản phim (của các đạo diễn như Rossellini, Pietro Germi, Eduardo De Filippo và Mario Monicelli). Có năng khiếu vẽ tranh biếm họa, Fellini thường sáng tác các bức biếm họa bằng chì, màu nước và bút màu trong các chuyến đi xa của ông, đạo diễn còn sáng tác một cuốn tiểu thuyết có minh họa với tựa đề Trip to Tulum.
Năm 1992, Fellini đã cộng tác với đạo diễn người Canada Damian Pettigrew để hoàn thành cuốn phim tài liệu về chính cuộc đời họa sĩ, Fellini: I'm a Born Liar (Fellini: Tôi là người nói dối bẩm sinh - 2002).

## Ảnh hưởng
Với sự kết hợp độc đáo của ký ức, những giấc mơ, những điều huyền ảo và sự đam mê, những bộ phim của Fellini thường bộc lộ cách nhìn sâu sắc của cá nhân đạo diễn về xã hội và thường lột tả con người ở những khía cạnh kỳ lạ nhất. Cũng vì thế từ "Felliniesque" được dùng để chỉ những cảnh phim mà những hình ảnh ảo giác xâm chiếm những tình huống hết sức bình thường.
Rất nhiều đạo diễn nổi tiếng như David Lynch, David Cronenberg, Stanley Kubrick, Martin Scorsese, Tim Burton, Pedro Almodovar và Emir Kusturica đều công nhận ảnh hưởng của Fellini lên các bộ phim của họ.

## Tác phẩm
| Năm  | Phim                            | Ghi chú                                                                             |
| ---- | ------------------------------- | ----------------------------------------------------------------------------------- |
| 1950 | Luci del Varietà                | Đồng đạo diễn với Alberto Lattuada                                                  |
| 1951 | Lo Sceicco Bianco               |                                                                                     |
| 1953 | I Vitelloni                     |                                                                                     |
| 1953 | L'amore in città                | Đạo diễn phần Un'agenzia matrimoniale                                               |
| 1954 | La strada                       | Giải Oscar cho phim ngoại ngữ hay nhất                                              |
| 1955 | Il bidone                       |                                                                                     |
| 1957 | Le Notti di Cabiria             | Giải Oscar cho phim ngoại ngữ hay nhất                                              |
| 1960 | La dolce vita                   | Giải Oscar Thiết kế trang phục xuất sắc nhất                                        |
| 1962 | Boccaccio '70                   | Đạo diễn phần Le tentazioni del Dottor Antonio                                      |
| 1963 | 8½                              | Giải Oscar cho phim ngoại ngữ hay nhất Giải Oscar Thiết kế trang phục xuất sắc nhất |
| 1965 | Giulietta degli Spiriti         |                                                                                     |
| 1968 | Histoires extraordinaires       | Đạo diễn phần Toby Dammit                                                           |
| 1969 | Satyricon                       |                                                                                     |
| 1970 | I clowns                        |                                                                                     |
| 1972 | Roma                            |                                                                                     |
| 1973 | Amarcord                        | Giải Oscar cho phim ngoại ngữ hay nhất                                              |
| 1976 | Il Casanova di Federico Fellini | Giải Oscar Thiết kế trang phục xuất sắc nhất                                        |
| 1978 | Prova d'orchestra               |                                                                                     |
| 1980 | La città delle donne            |                                                                                     |
| 1983 | E la Nave Va                    |                                                                                     |
| 1986 | Ginger and Fred                 |                                                                                     |
| 1987 | Intervista                      |                                                                                     |
| 1990 | La voce della luna              |                                                                                     |